# Епархия Цичжоу
 Епархия Цичжоу  (лат. Dioecesis Chiceuvensis) — епархия Римско-Католической церкви с центром в городе Цичжоу, Китай. Епархия Цичжоу входит в митрополию Уханя.

## История
18 июля 1929 года Римский папа Пий XI издал бреве «Tum ex Delegato», которым учредил миссию Sui iuris Гуанчжоу, выделив её из апостольского викариата Ханькоу (сегодня — Архиепархия Уханя). 1 июня 1932 года миссия Sui iuris Гуанчжоу была преобразована в апостольскую префектуру.
27 января 1936 года Римский папа Пий XI издал буллу «Quidquid catholico», которой присоединил к апостольской префектуре Гуанчжоу часть территории апостольского викариата Аньцина (сегодня — Архиепархия Аньцина). В этот же день апостольская префектура Гуанчжоу была преобразована в апостольский викариат Цичжоу.
11 апреля 1941 года Римский папа Пий XII издал буллу «Quotidie Nos», которой преобразовал апостольский викариат Цичжоу в епархию.

## Ординарии епархии
- епископ Ruggero Raffaele Cazzanelli (27.01.1936 — 1941)
- епископ Orazio Ferruccio Ceól (10.06.1948 — 23.06.1990)
  - Sede vacante (с 23.06.1990 года — по настоящее время)

## Источник
- Annuario Pontificio, Libreria Editrice Vaticana, Città del Vaticano, 2003, ISBN 88-209-7422-3
- Бреве Tum ex Delegato, AAS 22 (1930), стр. 125
- Булла Quidquid catholico, AAS 28 (1936), стр. 282
- Булла Quotidie Nos, AAS 38 (1946), стр. 301  (лат.)